# イッシャ

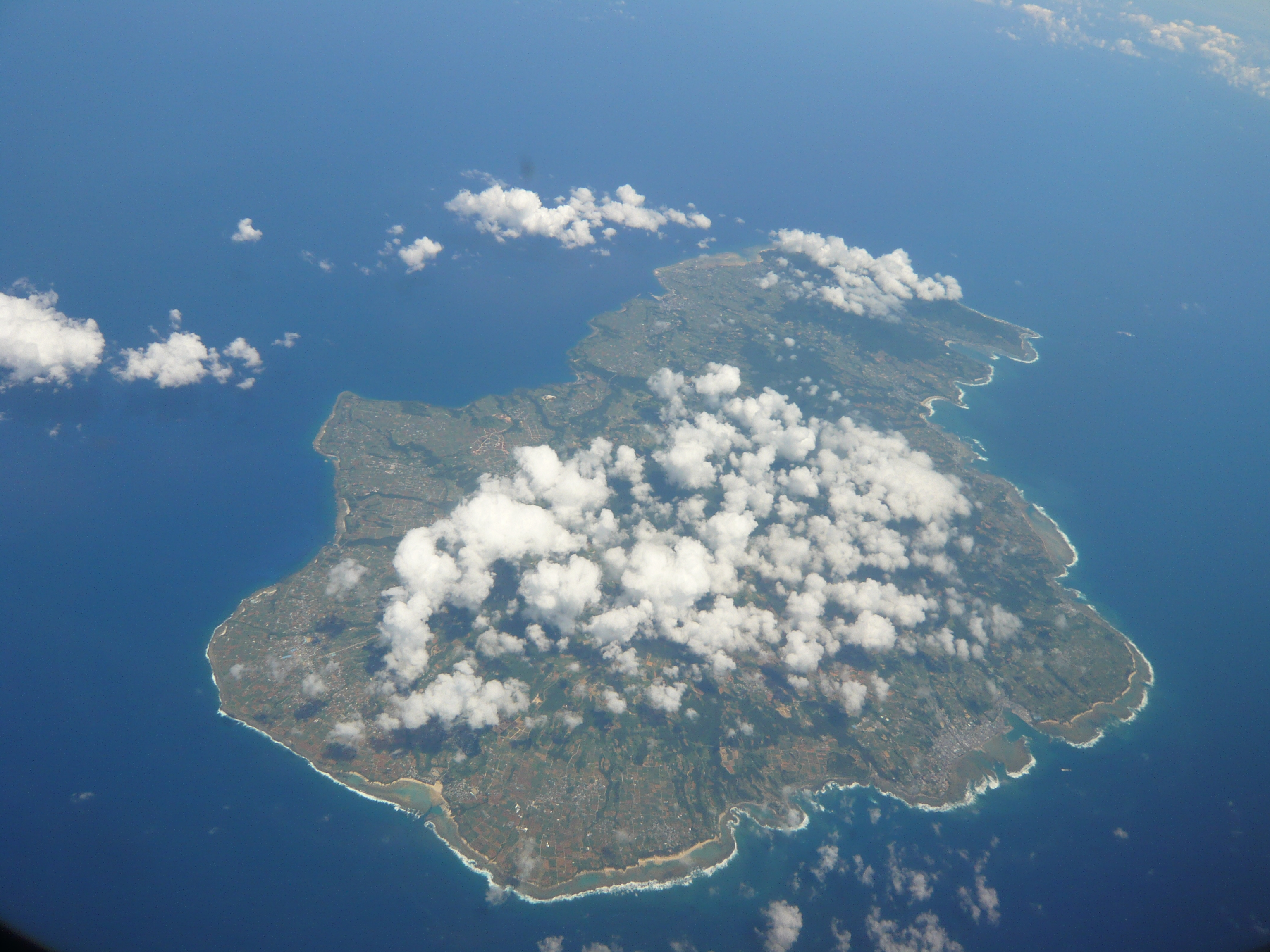
徳之島

イッシャは、奄美群島の徳之島に伝わる妖怪。短い蓑と破れた傘を身につけた子供のような姿で、トウモロコシの実に似た尻尾を持つとされる。
犬田布岳から降りて来て、片脚だけで飛び跳ねて歩く。片脚を痛めているために、歩き方がこのように見えるともいう。人を化かし、何日間も山中で迷わせたり、海辺に導いて海水を飲ませたりすることもあるという。
イッシャは出会った人間に「お前は何奴だ」などと尋ねる。これに対して、トウモロコシの実を尻につけて尻尾のように振ってイッシャの真似をすると、イッシャに仲間だと思い込ませることができ、さらにおだてて機嫌をとると、仕事を手伝わせることができるという。特に漁を手伝わせると多くの魚が獲れるが、イッシャが魚の片目だけを食べてしまうため、獲れた魚はすべて片目になっているという。
同じ奄美大島の妖怪であるケンムン、沖縄県で知られるキジムナーに性質が似ており、特に漁で獲れた魚の目玉だけを食べるという特徴がキジムナーと共通するため、実際にはキジムナーと同一のものであり、名前や土地が違うに過ぎないとする解釈もある。